# Петро Еренфельд
Петро Еренфельд (25 червня 1866 Пльзень — 20 вересня 1944 Прага), до 1919 року Петро Керндльмаєр з Еренфельда (у варіантах також пишеться як Корндльмаєр) — австрійський, а згодом чехословацький урядовець. У 1918—1920 роках очолював місто Брно як урядовий комісар, у 1921—1923 роках був віце-губернатором Підкарпатської Русі.

## Життєпис

### Походження та освіта
Петро походив із родини, яка у XVIII столітті отримала шляхетство. Він вивчав право в Німецькому університеті в Празі та вступив на державну службу.

### Австрійський службовець
Спочатку він служив у крайовому суді в Пльзені, звідки його перевели на державну службу в Моравії. У 1906 році він став окружним губернатором у Густопечі, перед Першою світовою війною коротко обіймав ту саму посаду в Пршерові.

### Очільник Брно
Після створення Чехословацької республіки в листопаді 1918 року він був призначений урядовим комісаром Брно, його завданням було керувати містом до обрання нової ради. На цій посаді він залишався до 1920 року. Після заборони на використання шляхетських прізвищ він обрав цивільне ім'я Петро Еренфельд.

### Очільник Підкарпатської Русі
У 1920 році він був призначений віце-губернатором Підкарпатської Русі, а з 1921 року з цієї посади прийняв повноваження губернатора. Задля порозуміння з українцями вивчив усну та писемну українську мову.
Після того, як його звинуватили в корупції, він пішов у відставку наприкінці 1923 року, повернувся до Брно і незабаром пішов у відставку.

### Подальша доля
Загинув у 1944 році, похований на Бржевновському кладовищі.

### Зовнішні посилання
- Petr Ehrenfeld v Помилка Lua у Модуль:Не_перекладено у рядку 253: attempt to index local 'neededTitle' (a nil value).